# Premi Princesa d'Astúries dels Esports
El Premi Príncep d'Astúries dels Esports serà concedit a aquella persona o persones, o institució que, a més de l'exemplaritat de la seva vida i obra, hagi aconseguit noves metes en la lluita de l'home per superar-se a si mateix i contribuït amb el seu esforç, de manera extraordinària, al perfeccionament, cultiu, promoció o difusió dels esports.

## Llista de guardonats
- 2024 Carolina Marín
- 2023 Eliud Kipchoge
- 2022 Equip Olímpic de Refugiats
- 2021 Teresa Perales
- 2020 Carlos Sainz
- 2019 Lindsey Vonn
- 2018 Reinhold Messner i Krzysztof Wielicki
- 2017 Selecció de rugbi XV de Nova Zelanda[1]
- 2016 Francisco Javier Gómez Noya[2]
- 2015 Pau i Marc Gasol[3]
- 2014 Marató de Nova York[4]
- 2013 José María Olazábal[5]
- 2012 Xavi Hernández i Iker Casillas
- 2011 Haile Gebreselassie
- 2010 Selecció espanyola de futbol
- 2009 Ielena Issinbàieva
- 2008 Rafel Nadal
- 2007 Michael Schumacher
- 2006 Selecció espanyola de bàsquet
- 2005 Fernando Alonso
- 2004 Hixam el Guerrouj
- 2003 Tour de França
- 2002 Selecció de futbol del Brasil
- 2001 Manel Estiarte
- 2000 Lance Armstrong
- 1999 Steffi Graf
- 1998 Arantxa Sánchez Vicario
- 1997 Equip espanyol de Marató: Abel Antón, Martín Fiz, José Manuel García, Fabián Roncero, Alberto Juzdado i Diego García
- 1996 Carl Lewis
- 1995 Hassiba Boulmerka
- 1994 Martina Navrátilová
- 1993 Javier Sotomayor
- 1992 Miguel Induráin
- 1991 Serguei Bubka
- 1990 Sito Pons
- 1989 Severiano Ballesteros
- 1988 Joan Antoni Samaranch
- 1987 Sebastian Coe